# Oldenzaal
Oldenzaal (twentska: Oldnzel) är en stad och kommun i regionen Twente, i provinsen Overijssel i Nederländerna. Kommunens totala area är 21,95 km² (där 0,40 km² är vatten) och invånarantalet är på 31 701 invånare (2021).